# Mycalesis deficiens
Mycalesis deficiens är en fjärilsart som beskrevs av Hans Fruhstorfer 1906. Mycalesis deficiens ingår i släktet Mycalesis och familjen praktfjärilar. Inga underarter finns listade i Catalogue of Life.